# The Dead Don’t Die
The Dead Don’t Die (engl. für „Die Toten sterben nicht“) ist eine Horrorkomödie/Hommage. Der Zombiefilm von Jim Jarmusch feierte am 14. Mai 2019 als Eröffnungsfilm der Internationalen Filmfestspiele von Cannes Premiere und kam am 14. Juni 2019 in die US-Kinos.

## Handlung
Centerville ist ein beschauliches Städtchen mit niedriger Kriminalität. So verbringen die örtlichen Polizisten Cliff Robertson, Ronald „Ronnie“ Peterson und Minerva „Mindy“ Morrison die meiste Zeit damit, Streitigkeiten zwischen Farmer Miller und dem rauschebärtigen Waldschrat Einsiedler-Bob zu schlichten. In Centerville leben und arbeiten noch Bobby Wiggins, der eine Tankstelle betreibt, die zugleich ein Comicladen ist, der Werkzeugladenbesitzer Hank Thompson, Stammgast im örtlichen Diner, der von Fern und Lily geführt wird, sowie die angeblich aus Schottland stammende Bestattungsunternehmerin Zelda, die bei der kosmetischen Versorgung der Verstorbenen einen ungewöhnlichen Stil pflegt.
Plötzlich geschehen seltsame Dinge in Centerville. Es wird nicht mehr dunkel, obwohl die Uhren anzeigen, dass die Sonne untergegangen sein sollte. Kürzlich Verstorbene wie Mallory O’Brien zeigen Lebenszeichen, und andere Tote steigen aus ihren Gräbern. Cliff, Ronnie und Mindy haben alle Hände voll zu tun, die Untoten aus dem Verkehr zu ziehen, und Zelda hat ihre ganz eigene Methode, denn sie erweist sich als äußerst geübt im Umgang mit ihrem Samurai-Schwert. Die Untoten, die in der Kleinstadt unterwegs sind, gelüstet es nach Dingen, die sie zu Lebzeiten geliebt haben – so verlangt der eine Zombie Chardonnay, der andere Kaffee. Nach und nach werden die Bewohner der Stadt Opfer der Zombies, und Zelda entpuppt sich als Außerirdische, die vor den Augen von Cliff und Ronnie von einem Raumschiff aufgenommen wird und verschwindet. Ronnie hat das Drehbuch gelesen und äußert wiederholte Male: „Die Sache nimmt kein gutes Ende“. Ihr Schicksal vor Augen stellen sie sich den Zombies zum letzten Kampf – und müssen sterben.

## Produktion
Regie führte Jim Jarmusch. Der Film soll ein Gegenstück zu seinem 2013 erschienenen Vampirfilm Only Lovers Left Alive darstellen und wurde als Zombie-Horror-Komödie angekündigt. Der Film spielt in der verschlafenen Stadt Centerville, die nach einem Ort aus einem Song des Albums zu Frank Zappas Film 200 Motels benannt ist. Der Titel des Films leitet sich vom gleichnamigen Titel des Songs The Dead Don’t Die des Country-Sängers Sturgill Simpson ab, den Peterson sehr mag und der im Radio läuft, wenn er mit seinem Kollegen Patrouille fährt.
Bill Murray, Adam Driver und Chloë Sevigny sind in den Rollen von Centervilles Polizeichef Cliff Robertson, dessen Nachfolger Ronald „Ronnie“ Peterson und der Polizistin Minerva „Mindy“ Morrison zu sehen. Tilda Swinton spielt Zelda, die aus Schottland zugezogene Bestatterin von Centerville. Popsängerin Selena Gomez verkörpert die Autofahrerin einer jungen dreiköpfigen Clique von Hipstern, die in Centerville übernachten. Carol Kane spielt die kürzlich verstorbene Mallory O’Brien, Danny Glover den Mechaniker Hank Thompson, Eszter Bálint die Dinerbesitzerin Fern, Rapmusiker RZA, der dem Wu-Tang Clan angehört, gibt den Lieferanten Dean und Rosie Perez die Moderatorin Posie Juarez. Der Country-Sänger Sturgill Simpson, von dem auch der Titelsong des Films stammt, spielt einen schlurfenden Zombie, der seine E-Gitarre hinter sich herschleift.

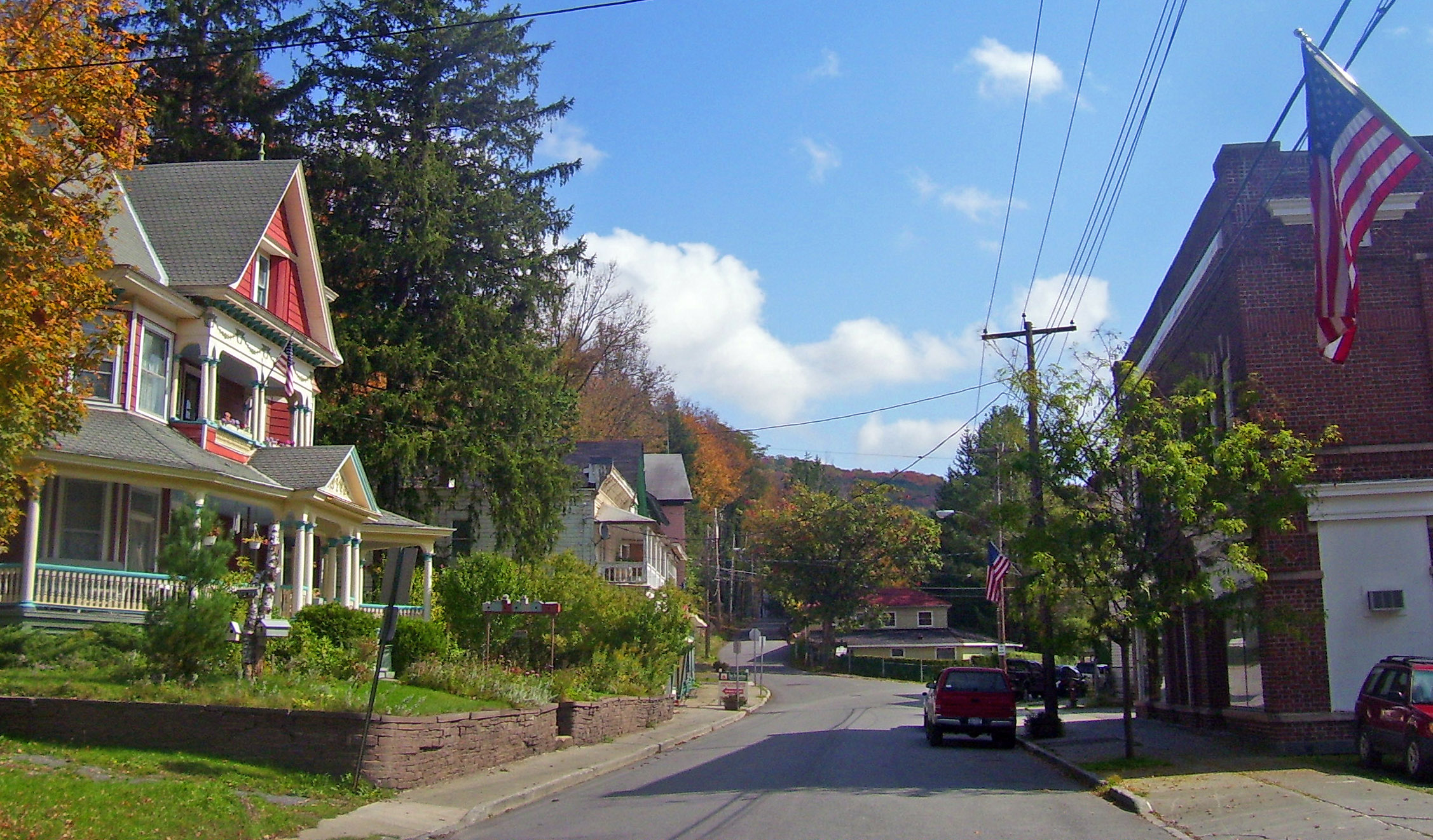
Die Gemeinde Fleischmanns diente dem fiktiven Centerville als Kulisse.

Die Dreharbeiten wurden im Juli 2018 in der 325 Einwohner zählenden Gemeinde Fleischmanns begonnen, rund 40 Autominuten von New York City entfernt, die der fiktiven US-Stadt Centerville als Kulisse diente. Als Kameramann fungierte Frederick Elmes, mit dem Jarmusch zuletzt den Film Paterson mit Driver in der Hauptrolle realisierte.
Die Filmmusik komponierten SQÜRL, aka Regisseur Jim Jarmusch und Chris Logan. Der Soundtrack, der neben sieben Musikstücken auch acht Dialogszenen aus dem Film enthält, wurde am 14. Juni 2019 von Back Lot Music als Download und auch in physischer Form veröffentlicht und ist zudem seit 13. September 2019 via Sacred Bones erhältlich.
Der Film wurde am 14. Mai 2019 als Eröffnungsfilm der Internationalen Filmfestspiele von Cannes erstmals gezeigt. Am Abend desselben Tages kam der Film in die französischen Kinos. In den USA feierte er am 30. Mai 2019 als Eröffnungsfilm des Overlook Film Festivals seine dortige Premiere. Am 13. Juni 2019 kam der Film in die deutschen Kinos. Am darauffolgenden Tag brachte Focus Features ihn in die US-Kinos. Der Kinostart in Österreich erfolgte am selben Tag. Ebenfalls im Juni 2019 erfolgten Vorstellungen beim Edinburgh International Film Festival und beim Sydney Film Festival.

## Rezeption

### Altersfreigabe und Filmgenre
In den USA erhielt der Film von der MPAA ein R-Rating, was einer Freigabe ab 17 Jahren entspricht. In Deutschland wurde der Film von der FSK ab 16 Jahren freigegeben. In der Freigabebegründung heißt es: „Es gibt einige sehr detaillierte Gewaltdarstellungen, Bilder von Verletzungen und kannibalistische Szenen, vor allem, wenn die Zombies Menschen angreifen. Durch den ironischen, teilweise satirischen Tonfall der Geschichte entfalten sie bei Zuschauern ab 16 Jahren keine ängstigende oder verstörende Wirkung.“ Jugendliche ab diesem Alter seien auf Grund ihres Entwicklungsstands und bereits erworbener Genrekenntnisse fähig, die Gewaltszenen in den Kontext der nicht ganz ernsten Handlung einzuordnen.
Ulrike Koltermann von ZDF heute schreibt, zeitweise erscheine der Film wie eine riesige skurrile Halloween-Party: „Da werden Gedärme geschlabbert und Knochen geknuspert.“ Dennoch übe Jim Jarmusch in The Dead Don't Die auch bittere Gesellschaftskritik, es sei ein Zombiefilm zum Gruseln und zum Lachen. Jarmusch habe sich einmal mehr eines Genres bedient, um daraus seinen sehr eigenwilligen Autorenfilm zu machen: „Er zeigt eine amerikanische Gesellschaft, die von hemmungsloser Umweltzerstörung, lügenden Politikern, Rassisten und Konsumsucht geprägt ist.“ Der Film sei zudem noch Jarmuschs ganz persönliche Hommage ans Kino, und die zahlreichen Anspielungen erinnerten an große Filmklassiker von Nosferatu, über Zombie von George Romero bis zu Star Wars.

### Kritiken und Einsatz im Unterricht

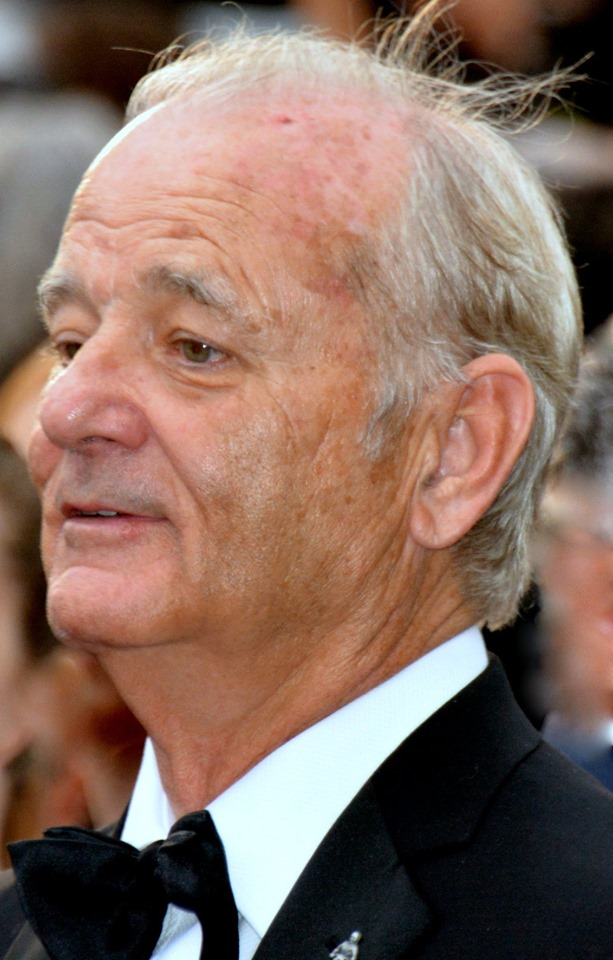
Bill Murray bei der Premiere des Films im Mai 2019 in Cannes

Der Film konnte bislang 55 Prozent aller Kritiker bei Rotten Tomatoes überzeugen und stieß damit auf geteilte Resonanz.
David Ehrlich von Indie Wire schreibt, The Dead Don’t Die sei ebenso aktuell wie anachronistisch, und Centerville erscheine wie eine Stadt, in der sich in den letzten 50 Jahren kaum etwas verändert habe, bis auf dass auch dort Trumpismustöne auftauchten. Außer dass gerade das Ende der Welt eingeläutet werde, passiere im Film nichts Besonderes. Im Unterschied zu den für das Genre typischen gesichtslosen Horden seien die Zombies in The Dead Don’t Die individuelle Figuren mit klaren persönlichen Wünschen, die über ihr grundlegendes Interesse hinausgehen, menschliches Fleisch zu fressen, so Ehrlich. Ihre Sehnsucht nach Dingen, die sie zu Lebzeiten geliebt haben, und dass sie sich dazu auch bekennen, lasse sie wie lobotomierte Pokémon wirken, die ihre eigenen Namen wiederholen.
Owen Gleiberman von Variety hingegen beschreibt das Verhalten der Untoten, die durch die Straßen torkeln und ihre Gesichter gegen Fenster drücken, wie das aus klassischen Zombiefilmen bekannte. Nichts davon sei im entferntesten beängstigend. Der Film bediene sich bei Shaun of the Dead von Edgar Wright, Planet Terror von Robert Rodriguez und Re-Animator von Stuart Gordon, aber auch bei Dawn of the Dead von Zack Snyder. Wenn Jim Jarmusch seine Zombies dazu bringt, Wörter wie Chardonnay, Snapple oder WiFi wiederholen zu lassen, sei dies eigentlich nur eine Wiederholung von George A. Romeros Zombie. Dabei füge Jarmusch diesem 40 Jahre alten Film erschreckend wenig hinzu.
Lukas Foerster vom Filmbulletin findet, die Unaufgeregtheit der Figuren im Angesicht der kannibalischen Horde entspreche der relaxten, im guten Sinne ambitionslosen Grundhaltung des Films, und Jarmusch versuche gar nicht erst, das Genre, das er bedient, neu zu erfinden. Das sei nicht die schlechteste Haltung, weil es Zombiefilme inzwischen eh wie Sand am Meer gebe, so Foerster weiter, da seit World War Z und The Walking Dead die Untoten endgültig im Mainstream angekommen seien und auch keinen Neuigkeitswert mehr haben. In Jarmuschs Film seien die Zombies keine bloßen Fressmaschinen, sondern eher im wörtlichen Sinne Wiedergänger, denn sie sind zurückgekommen, um Handlungen wieder nachzugehen, die ihnen vertraut sind aus der Zeit vor ihrem Ableben. Der Film arbeite die geläufigen Motive und Dramaturgien des Zombiekinos Punkt für Punkt fast schon enzyklopädisch durch, doch durch die verlangsamte Reaktionszeit falle der sonst im Zombiefilm allgegenwärtige Handlungsdruck weg, wodurch der Blick für andere Dinge frei werde.

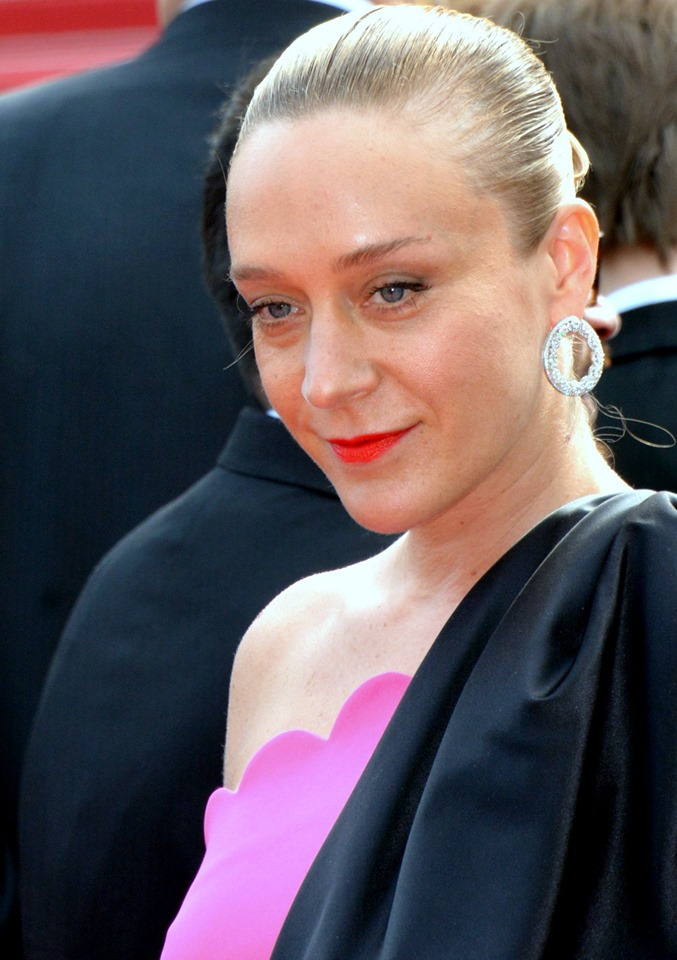
Chloë Sevigny spielt Officer Minerva Morrison

Barbara Schweizerhof von epd Film meint, wie so oft bei Jarmusch werde im Film das erlesene Sortiment an exzentrischen Gestalten vor allem über ihre Popkulturvorlieben charakterisiert, und so mag Cop Peterson den Country-Sänger Sturgill Simpson. Es geisterten aber auch Anspielungen auf das, was Jarmusch als Filmemacher zuvor getan hat, durch den ganzen Film. Das Motiv der Zombie-Apokalypse, die über sein „gutes Amerika“ hereinbricht, beschreibt Schweizerhof als eine Metapher: „für die Klimakatastrophe, vor der die Menschen die Augen verschließen und für den Konsumwahn, der letzteres so einfach macht. Aus den Radios in Centerville hört man immer wieder Nachrichten über die Praxis des 'Polar-Frackings', das die Erde aus der Achse geworfen habe.“ Das Verhalten der Zombies, dass es sie zu den Dingen zieht, die sie einst geliebt haben, werde am Schluss wiederholt, so die Filmkritikerin zur Moral des Films, wenn Tom Waits durchs Fernglas Centerville betrachtet und die Lektion folgt, nach der die Menschen zu gierig und zu konsumorientiert gewesen seien. Zwar konterkariere Jarmusch die Belehrungen durch seinen stets staubtrockenen Humor, aber so schön es auch sei, wenn Bill Murray und Adam Driver sich gekonnt ausdruckslos Sätze hin- und herschieben, verliere sich The Dead Don’t Die doch ziemlich in seinen selbstgefälligen Witzeleien und hinterlasse kaum nachhaltigen Eindruck.
Von der Deutschen Film- und Medienbewertung wurde The Dead Don’t Die mit dem Prädikat Besonders wertvoll versehen. In der Begründung heißt es: „Selten ist so wenig Hysterie und so viel entspannte Haltung angesichts blutrünstiger Zombies in einem Film gezeigt worden wie hier vom herausragenden und sehr prominenten Ensemble. Gerade subtil ist diese Art und Weise der Umsetzung freilich nicht – doch wer ein auch von Effekten geprägtes Subgenre anspielungsreich persiflieren möchte, muss auch mit dem dicken Pinsel arbeiten dürfen.“ Das Gesamtpaket als solches in sich sei absolut stimmig ausgefallen, ebenso sei die deutsche Bearbeitung und Synchronisation ausdrücklich gelungen, heißt es weiter.
Das Onlineportal kinofenster.de empfiehlt den Film für die Unterrichtsfächer Englisch, Deutsch und Philosophie und bietet Materialien zum Film für den Unterricht. Dort schreibt Ronald Ehlert-Klein, im Deutsch-, Kunst- und Englischunterricht könnten anhand von The Dead Don’t Die Merkmale des postmodernen Films herausgearbeitet werden.

### Einspielergebnis
Die weltweiten Einnahmen des Films aus Kinovorführungen belaufen sich bislang auf 15,3 Millionen US-Dollar. In Deutschland verzeichnet er 133.091 Besucher.

### Auszeichnungen
Hollywood Music in Media Awards 2019
- Nominierung für die Beste Filmmusik – Horrorfilm (SQÜRL)[36]

Internationale Filmfestspiele von Cannes 2019
- Nominierung für die Goldene Palme (Jim Jarmusch)[18]

Saturn-Award-Verleihung 2019
- Nominierung als Bester Horrorfilm

Teen Choice Awards 2019
- Nominierung in der Kategorie Choice Summer Movie Actress (Selena Gomez)[37]

## Synchronisation
Die deutsche Synchronisation entstand nach einem Dialogbuch von Alexander Löwe und der Dialogregie von Christoph Cierpka im Auftrag der FFS Film- & Fernseh-Synchron GmbH, Berlin.
| Schauspieler         | Synchronsprecher     | Rolle                   |
| -------------------- | -------------------- | ----------------------- |
| Bill Murray          | Bodo Wolf            | Chief Cliff Robertson   |
| Adam Driver          | Sascha Rotermund     | Officer Ronnie Peterson |
| Steve Buscemi        | Santiago Ziesmer     | Farmer Frank Miller     |
| Danny Glover         | Jürgen Kluckert      | Hank Thompson           |
| Luka Sabbat          | Kaze Uzumaki         | Zack                    |
| Tilda Swinton        | Karin Buchholz       | Zelda Winston           |
| Selena Gomez         | Gabrielle Pietermann | Zoe                     |
| Jahi Di’Allo Winston | Finn Posthumus       | Geronimo                |

## Trivia
Wenn der obdachlose Einsiedler-Bob, verkörpert von Tom Waits, im Wald in achtlos weggeworfenem Müll wühlt, findet er eine Taschenbuchausgabe des Romans Moby-Dick von Schriftsteller Herman Melville von 1851 und steckt sich das Buch in seine Jacke.